# Habranthus caeruleus
Habranthus caeruleus är en amaryllisväxtart som först beskrevs av August Heinrich Rudolf Grisebach, och fick sitt nu gällande namn av Hamilton Paul Traub. Habranthus caeruleus ingår i släktet Habranthus och familjen amaryllisväxter. Inga underarter finns listade i Catalogue of Life.